# Longueville (Lot i Garonna)
Longueville – miejscowość i gmina we Francji, w regionie Nowa Akwitania, w departamencie Lot i Garonna.
Według danych na rok 1990 gminę zamieszkiwało 261 osób, a gęstość zaludnienia wynosiła 54 osób/km² (wśród 2290 gmin Akwitanii Longueville plasuje się na 918. miejscu pod względem liczby ludności, natomiast pod względem powierzchni na miejscu 1435.).